# Muzeul Municipiului București

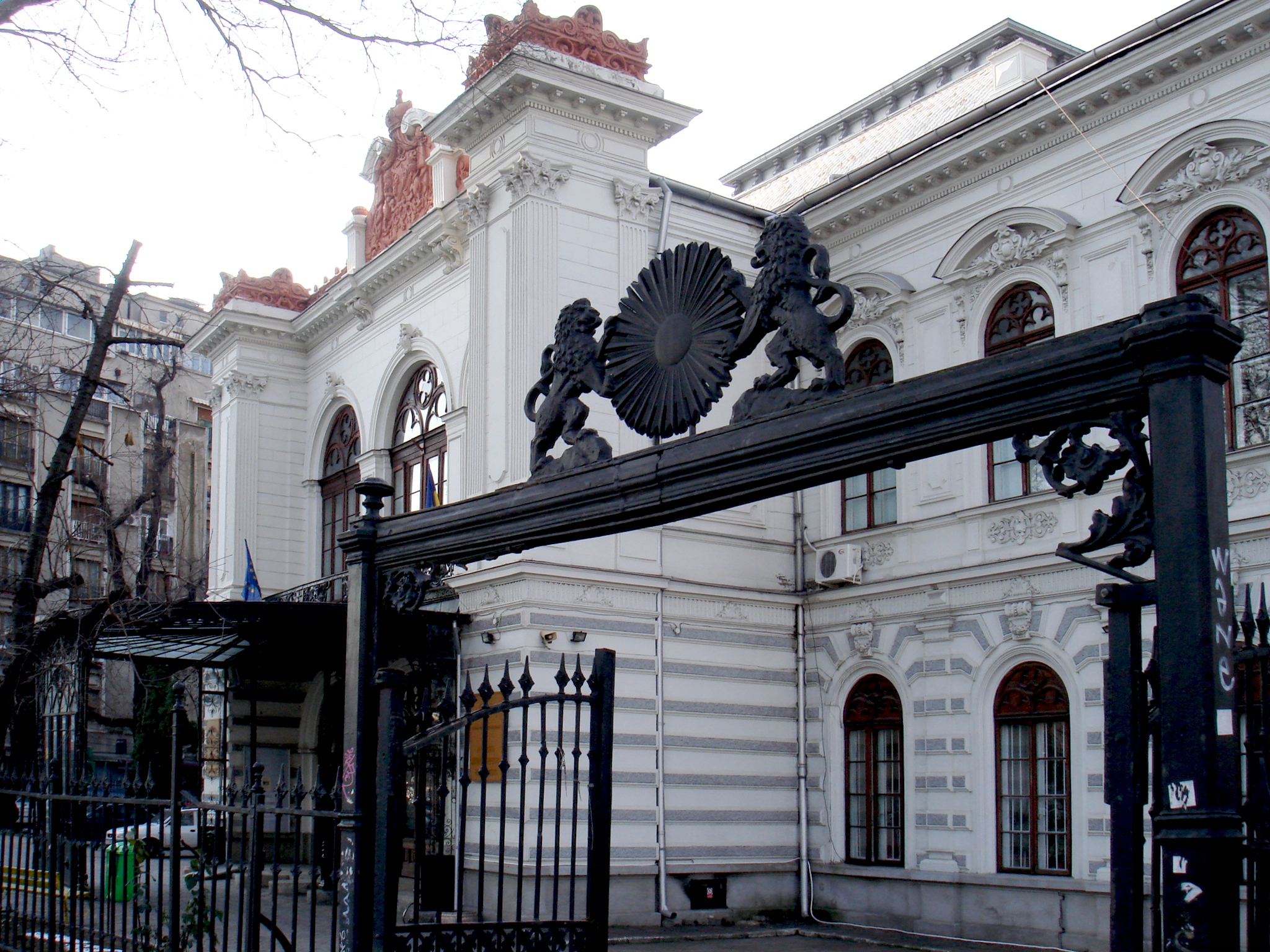
Palatul Suțu, sediul
Muzeului Municipiului București

Muzeul Municipiului București este un muzeu de istorie și artă tutelat de Primăria Municipiului București. Este instalat în Palatul Suțu, situat pe Bulevardul I. C. Brătianu nr. 2, în centrul capitalei.

## Istoric
În iulie 1921, la propunerea primarului Gheorghe Gheorghian, consiliul comunal București a hotărât înființarea Muzeului Comunal București. Inițiativa s-a putut însă concretiza abia după ce primăria capitalei a pus la dispoziția muzeului Casa Moruzi, o clădire istorică situată pe Calea Victoriei Nr. 117. Inaugurarea a avut loc la 22 noiembrie 1931, în prezența primului-ministru Nicolae Iorga a primarului general Dem I. Dobrescu și a foștilor primari Gheorghe Corbescu și Emil Predescu.
În 1933 a fost înființată Pinacoteca Municipiului București, ca secție a Muzeului Comunal, căreia i s-a fixat sediul în Bulevardul Lascăr Catargiu Nr. 21. Acest local fusese donat primăriei de către Ana Urseanu, soția amiralului Vasile Urseanu, cu condiția ca în acest local să funcționeze în continuare Observatorul Astronomic din București înființat de către Amiralul Vasile Urseanu în 1910. Din 1950 a fost redată menirea astronomică inițială a clădirii, sub titulatura de Observatorul Astronomic Popular.
În decursul timpului, muzeul de tablouri a funcționat în diferite locații, majoritatea localurilor fiind improprii pentru activitate expozițională. Cu toate acestea, în 1940 în patrimoniul muzeului erau incluse deja 4330 de piese, În timpul celui de-al Doilea Război Mondial colecțiile muzeului au fost puse la adăpost în comuna Rosnic.
În 1956 sediul muzeului a fost mutat în Palatul Suțu de pe Bulevardul I.C. Brătianu Nr.2, unde funcționează și în prezent. În 1959 Muzeul Comunal București a fost redenumit Muzeul de Istorie al Municipiului București care a fost inaugurat la 23 ianuarie 1959, cu prilejul sărbătoririi a 100 de ani de la Unirea Principatelor Române. Muzeul de Artă a rămas o entitate aparte.
În 1984, Muzeul de Artă al Municipiului București și Muzeul de Istorie s-au unificat sub denumirea Muzeul de Istorie și Artă al Municipiului București. În 1999 numele muzeului s-a modificat din nou, luând denumirea sa actuală de Muzeul Municipiului București
Muzeul Municipiului București are sediul
central în Palatul Suțu din Bdul. I.C. Brătianu nr. 2.

La 29 martie 1832, autoritățile bucureștene au aprobat biv vel postelnicului Costache Grigore Suțu (1799-1875) îngrădirea întinsei sale proprietăți, moștenite de la soția sa Ruxandra Racoviță, aflate între biserica Colței și până în apropierea bisericii Sf. Sava (actuala stradă Academiei). Pe acest teren el a hotărât să construiască un palat (arhitecți austriecii Johann Veit și Conrad Schwinck)
finalizat, în linii mari, în 1834-1835. Construit în stil neogotic, având patru turnulețe poligonale, câte două pe părțile laterale, clădirea se remarca prin cupola similară aceleia de la conacul din Golești. Peste doi ani, în octombrie 1836, proprietarul a comandat meșterului austriac Eser, executarea unui splendid policandru de alamă, format din 24 de sfeșnice, întocmai ca cel de la biserica Sf. Ioan Nou.
Din inițiativa lui Grigore Suțu (1819-1893), fiul lui Costache, și a Irinei Hagi Moscu, fiica marelui bancher Ștefan Hagi Moscu, soția sa, palatul a cunoscut peste un sfert de secol transformări notabile. Astfel, interiorul a căpătat forma actuală în 1862 datorită lui Karl Storck, cunoscut sculptor și artist decorator, care a modificat holul central prin deschiderea a trei arcade care te conduc spre o scară monumentală desfăcută în două brațe prin care se urcă la etaj. Peretele din față este dominat de o imensă oglindă adusă din Italia, de la Murano, înconjurată de un frumos ancadrament în care este sculptat medalionul Irinei Suțu. Vizitatorul remarcă de asemenea ceasul comandat la Paris special pentru holul palatului cu cadran invers pentru a fi citit în oglinda care domină scara. Tot datorită soților Grigore și Irina Suțu la intrarea principală s-a realizat o marchiză susținută de piloni de fier, creându-se astfel un elegant peron. În parcul ce înconjura palatul și pe lacul lui puteau fi văzuți pelicani, fazani și păuni.
Fastul de la Palatul Suțu era de altfel recunoscut, admirat și invidiat de întreaga protipendadă bucureșteană. După moartea lui Grigore Suțu în 1893, palatul a primit diferite destinații, ceea ce s-a repercutat negativ asupra edificiului și parcului adiacent care, treptat, s-a restrâns ajungând la dimensiunile actuale. În anii ocupației germane din Primul Război Mondial, a fost reședința generalului Tülff von Tscheppe und Weidenbach, guvernatorul teritoriului ocupat. Ulterior, palatul a cunoscut diferite destinații: sediul Primăriei Municipiului București (1928-1932), sediu al Băncii Chrissoveloni (1932-1942), al Casei de Economii și Consemnațiuni (1942-1948) și al Institutului de Construcții (1948-1956). Între 1956-1958 Palatul Suțu a fost restaurat iar la 23 ianuarie 1959 aici s-a inaugurat Muzeul de Istorie al Municipiului București.
În componența Muzeului Municipiului București sunt următoarele unități:
1. Muzeul „Palatul Voievodal – Curtea Veche“ (Adresa: Str. Franceză  nr. 25-31, sector 3, București)
2. Muzeul „Prof. Dr.Victor Babeș” (Adresa: Str. Andrei Mureșanu  nr. 14 A, sector 1, București)
3. Muzeul Memorial „C.I. și C.C. Nottara” Arhivat în 13 aprilie 2014, la Wayback Machine. (Adresa: B-dul Dacia, nr. 105, sector 1, București)
4. Muzeul de Artă „Frederic Storck și Cecilia Cuțescu-Storck” (Adresa: Str.Vasile Alecsandri nr. 16, sector 1, București)
5. Observatorul Astronomic „Amiral Vasile Urseanu” (Adresa: B-dul Lascăr Catargiu  nr. 21, sector 1, București)
6. Colecția de artă „Ligia și Pompiliu  Macovei” Arhivat în 13 aprilie 2014, la Wayback Machine. (Adresa: Str. 11 iunie 36-38, sector 4, București)
7. Muzeul „Theodor Aman” (Adresa: Str C.A.Rosetti, nr. 8, București)
8. Muzeul „Maria și dr. G. Severeanu” (Adresa: Str. H.Coandă, nr. 26, sector 1, București)
9. Muzeul Memorial „Gheorghe Tattarescu” (Adresa: Str. Domnița Anastasia, nr.7, București)
10. Muzeul de Artă Populară „Prof. Dr. Nicolae Minovici” (Adresa: Str. Dr. N.Minovici, nr.1, București)
Din martie 2014 directorul Muzeului Municipiului București este istoricul Adrian Majuru.